# A Springfield Summer Christmas for Christmas
«A Springfield Summer Christmas for Christmas» (укр. «Спрінґфілдське літнє Різдво на Різдво») — десята серія тридцять другого сезону мультсеріалу «Сімпсони», прем'єра якої відбулась 13 грудня 2020 року у США на телеканалі «Fox».

## Сюжет
У студії телеканалу «Heartmark» похвалили кінопродюсерку Мері Танненбаум за її роботу, і їй запропонували стати президентом підрозділу. Для цього їй потрібно допомогти зі зніманням фільму «Різдвяна прикраса на Різдво» у Спрінґфілді. Знімання відбуваються влітку через дешевизну зйомок і багато фільмів у виробництві.  По приїзді її зустрічає Мо та відвозить до дому Сімпсонів з «Airbnb».
Її вітає Мардж Сімпсон і запрошує спати до кімнати Барта, який змушений тіснитись у кімнаті із сестрами. Мері розповідає Мардж про свою ненависть до різдвяних фільмів, водночас Мардж говорить, як сильно вона їх любить. Наступного ранку Мері снідає у місцевому кафе, де люди, включно зі Скіннером, висміюють її занадто вишукані для маленької міської закусочної забаганки.
У центрі міста готується сцена фільму, але виникають багато проблем. Однією з них є підготовка до фестивалю салату та помідорів під егідою того ж таки Скіннера. Він пропонує Мері допомогу з декораціями, якщо вона допоможе із рекламуванням фестивалю в місті. Вона повідомляє шефу про виконане завдання, але той повідомляє Мері, що вона повинна залишитися до кінця виробництва фільму, інакше вона не отримає підвищення. Тим часом Гомер знаходить ідеальну можливість допомогти у виробництві збираючи по місту матеріал для штучного снігу, а Барт розлючений, що не має де спати.
Наступного дня Мері говорить Мардж, що досі є проблеми з різдвяним оформленням міста, але в неї з'являється ідея. Використовуючи фестиваль, який має такі ж червоно-білі кольори, за допомогою овочів центр міста набуває «різдвяного» вигляду. Цьому радіють мешканці Спрінґфілда, окрім Скіннера. Мері заспокоює його, бо люди ― щасливі. Однак, приходить Барт, щоб зіпсувати все і створює хуртовину зі штучного снігу зруйнувавши знімальний майданчик і забарикадувавши Скіннера та Мері в альтанці.
У пастці Сеймур і Мері виявляють, що закохуються одне в одного. Після спільної ночівлі наступного ранку Скіннер виривши вихід приносить каву, яку Мері замовляла. Несподівано мить руйнує наречений Мері, який змушує Мері втекти. Однак, досі розлючений Барт показує містянам, якими Мері насправді їх вважає ― «провінцйними мугиряками». Через це містяни кидають знімання…
Вдома Мері зізнається Мардж, що ненавидить різдвяні фільми, тому що колись її батька, актора масовки, затоптали до смерті під час зйомок сцени фільму «Подарунок на Різдво». Потайки Ліса і Барт знімали на камеру, як Мері розкаюється. Коли Мо відвозив її в аеропорт, він повів Мері на знімальний майданчик, де люди відновлювали все після перегляду відео.
У цей час з'явився наречений Мері і сказав вибрати між ним і Скіннером. Мері обирає Скіннера, але той відмовляє через те, що вона так швидко відмовилася від всього на його користь.
У фінальній сцені різдвяного вечора Сімпсони сидять на дивані і переглядають «Різдвяна прикраса на Різдво». Мардж була єдиною, хто насолоджувався цим, тому вся родина залишила її наодинці дивитися ще різдвяні фільми.

## Цікаві факти та культурні відсилання
- Телеканал «Heartmark» — пародія на американський кабельний телеканал «Hallmark» і його легкі різдвяні фільми[1].

## Ставлення критиків і глядачів
Під час прем'єри серію переглянули 3,92 млн осіб з рейтингом 1.3, що зробило її найпопулярнішим шоу на каналі «Fox» тієї ночі.
Тоні Сокол з «Den of Geek» дав серії чотири з половиною з п'яти зірок, сказавши, що серія — «це майстерна передача святкових фільмів, демографічних програм і самого Різдва… „Сімпсони“ повністю руйнують святкові вісті веселою мелодрамою із захопленим цинізмом».
Джессі Берета із сайту «Bubbleblabber» оцінив серію на 8,5/10, сказавши, що «серія дозволила нам відчути, що ми весь час смішила то глузливі фільми з вітальними листівками, то тимчасова чарівність директора Скіннера. Найголовніше, історія була розумною та приємною протягом усього шляху, доставляючи гумор на кожному кроці».
У березні 2021 року сценаристка серії Джессіка Конрад була номінована на премію Гільдії сценаристів Америки в області анімації 2020 року.
Згідно з голосуванням на сайті The NoHomers Club більшість фанатів оцінили серію на 3/5 із середньою оцінкою 2,73/5.